# Печору
Пе́чору (латыш. Pečoru ezers; Пе́чорас, латыш. Pečoras ezers; Пе́чора, латыш. Pečora ezers; Пе́чорс, латыш. Pečors; устар. Печур, Плегур) — эвтрофное озеро в Кейпенской волости Огрского края Латвии. Относится к бассейну Даугавы.
Располагается в 3 км к юго-западу от Кейпене, у Кейпенского вала на Мадлиенской покатости Среднелатвийской низменности. Окружено заболоченным лесом. Уровень уреза воды находится на высоте 91,4 м над уровнем моря. Озёрная котловина овальной формы. Акватория вытянута в направлении северо-запад — юго-восток на 1,7 км, шириной — до 0,8 км. Площадь водной поверхности — 109 га, вместе с тремя островами общая площадь озера равняется 119 га. Средняя глубина составляет 0,9 м, наибольшая — 2 м. Подвержено сильному зарастанию. Дно волнистое, илистое. Площадь водосборного бассейна — 5,4 км². К озеру подведено множество канав. На северо-западе вытекает Печорите, впадающая в реку Маза-Югла.